# Steve von Bergen
Steve von Bergen (Neuchâtel, 1983. június 10. –) svájci labdarúgó, aki jelenleg a német Hertha BSC egyesületében játszik.

## Pályafutása
Felnőtt sportpályafutását a svájci Neuchâtel Xamax színeiben kezdte 2000-ben. 2005-től két évig az FC Zürichben játszott. 2007-ben szerződött a német bajnokságban szereplő Hertha BSC-hez, ahova 2010. júniusáig köti szerződés.

## Válogatott
A felnőtt válogatottban 2006. szeptember 6-án mutatkozott be a Costa Rica-i válogatott elleni barátságos mérkőzésen.
Tagja a 2010-es labdarúgó-világbajnokságra kijutó svájci válogatottnak.

## Külső hivatkozások
- Adatlapja a weltfussball.de honlapján